# Metopta
Metopta là một chi bướm đêm thuộc họ Erebidae.